# Mouzeuil-Saint-Martin
Mouzeuil-Saint-Martin ist eine westfranzösische Gemeinde mit 1.211 Einwohnern (Stand: 1. Januar 2022) im Département Vendée in der Region Pays de la Loire. Mouzeuil-Saint-Martin gehört zum Arrondissement Fontenay-le-Comte und zum Kanton Luçon (bis 2015: Kanton L’Hermenault). Die Einwohner werden Mouzeuillais genannt.

## Lage
Mouzeuil-Saint-Martin liegt etwa 42 Kilometer südöstlich von La Roche-sur-Yon in der Landschaft der Vendée. Das Gemeindegebiet gehört zum Regionalen Naturpark Marais Poitevin. Umgeben wird Mouzeuil-Saint-Martin von den Nachbargemeinden Pouillé im Norden, Petosse im Nordosten, Le Langon im Osten und Südosten, Chaillé-les-Marais im Süden, Nalliers im Westen sowie Saint-Étienne-de-Brillouet im Nordwesten.

## Bevölkerungsentwicklung
| Jahr                      | 1962 | 1968 | 1975 | 1982 | 1990 | 1999 | 2006 | 2013 |
| Einwohner                 | 765  | 1065 | 1061 | 1045 | 1005 | 1101 | 1131 | 1232 |
| Quelle: Cassini und INSEE |      |      |      |      |      |      |      |      |

## Sehenswürdigkeiten
- Kirche Sainte-Trinité aus dem 12. Jahrhundert, Monument historique
- Priorei, gegründet 1050, Monument historique
- Schloss La Rivière

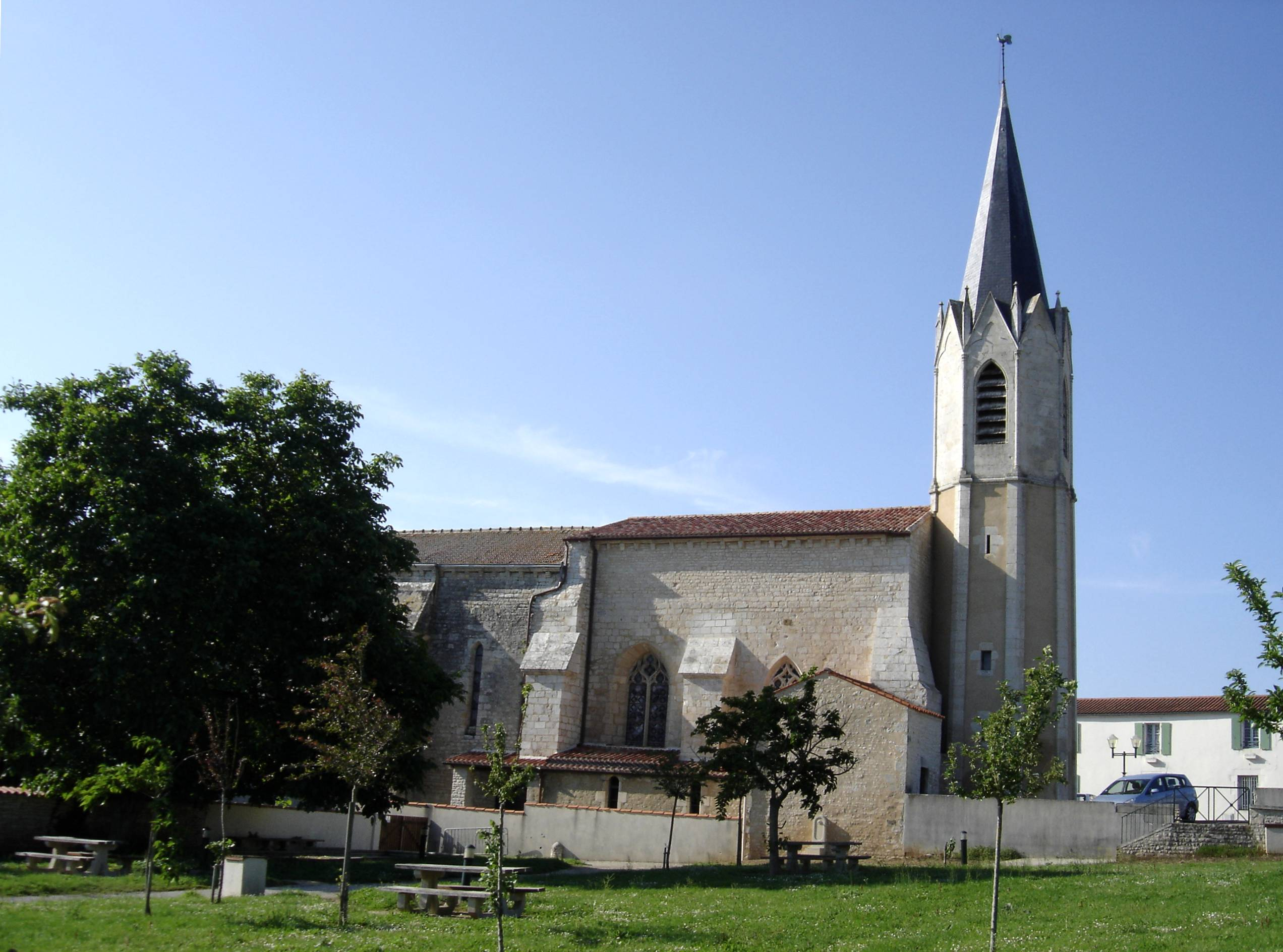
Kirche Sainte-Trinité
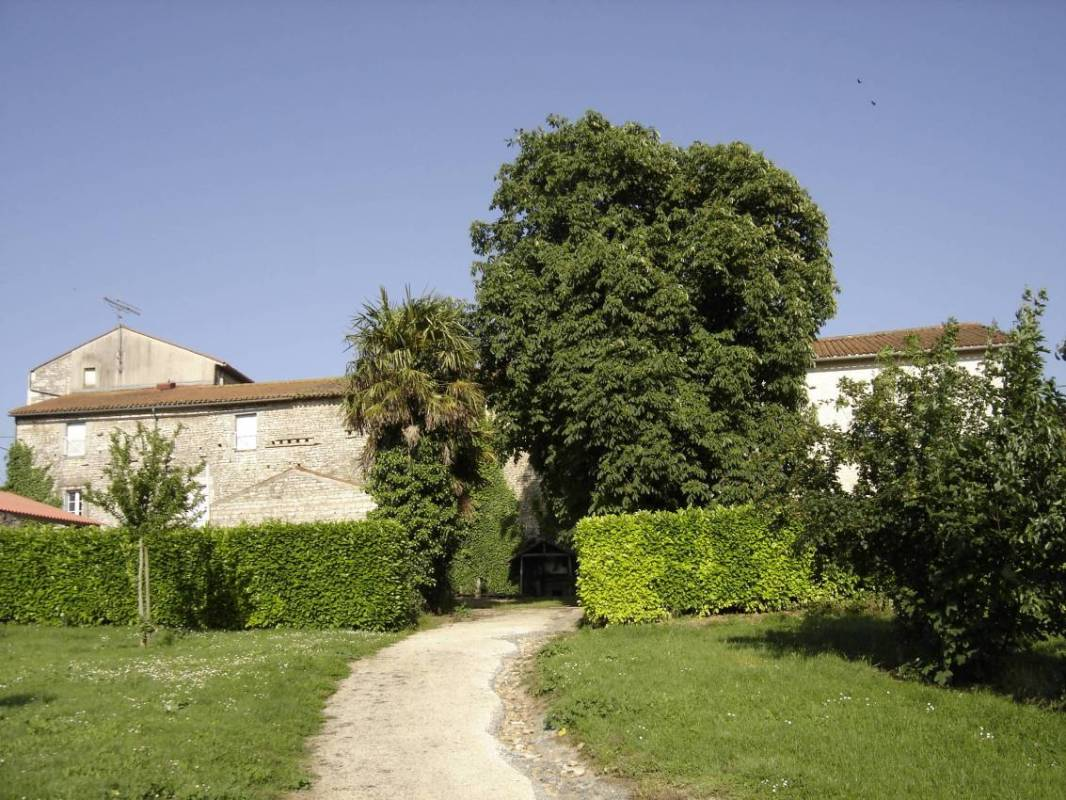
Alte Priorei
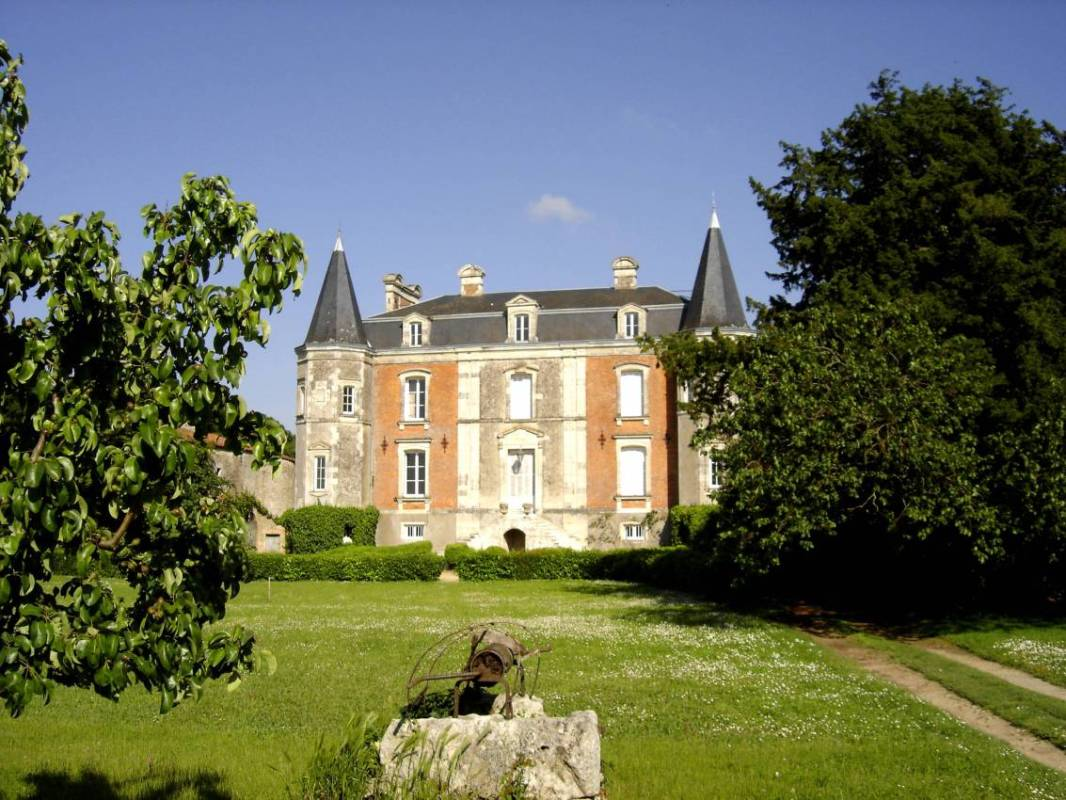
Schloss La Rivière